# Gymnoscelis ammocyma
Gymnoscelis ammocyma là một loài bướm đêm trong họ Geometridae.